# Várdomb (Kaposvár)
Várdomb (más néven Várhegy) Kaposvár keleti városrésze, a megyeszékhely szélén, Kaposszentjakab mellett található. Nevezetessége az egykori bencés apátság romja. A környék kertvárosias, hétvégi házas jellegű.

## Története
- 1067-ben felszentelték a kaposszentjakabi bencés apátságot
- 1555-ben a török elpusztította az apátságot
- 1950-ben Kaposszentjakabbal együtt Kaposvárhoz csatolták

## Közlekedés
A városrész főbb útja a Pécsi út és a Monostor utca.

### Tömegközlekedés
Várdomb az alábbi helyi járatú busszal közelíthető meg:
| Járatszám | Útvonal                                                            |
| --------- | ------------------------------------------------------------------ |
| 7         | Helyi autóbusz-állomás - Hősök temploma - Kométa - Kaposszentjakab |

## Szabadidő
- A bencés apátság romjainak megtekintése
- Szentjakabi Nyári Esték
- Kirándulás, túrázás a környéken